# Taiga Nishiyama
Taiga Nishiyama (escritura japonesa: 西山 大雅 (Nishiyama Taiga); Kanagawa, Japón, 24 de agosto de 1999) es un futbolista japonés que juega como defensa.

## Clubes
| Club                        | País  | Año       |
| --------------------------- | ----- | --------- |
| Yokohama F. Marinos         | Japón | 2018-2021 |
| ReinMeer Aomori FC (cedido) | Japón | 2019-2021 |
| Yokohama FC                 | Japón | 2022-2024 |